# Gesammelte Gedichte (Gottfried Keller)
Gesammelte Gedichte ist der Titel der von dem Schweizer Dichter Gottfried Keller (1819–1890) selbst besorgten Gesamtausgabe seiner Gedichte, die einige Erstdrucke enthält. Sie erschien 1883 in Berlin im Verlag von Wilhelm Hertz (Bessersche Buchhandlung), Kellers letztem Verleger.

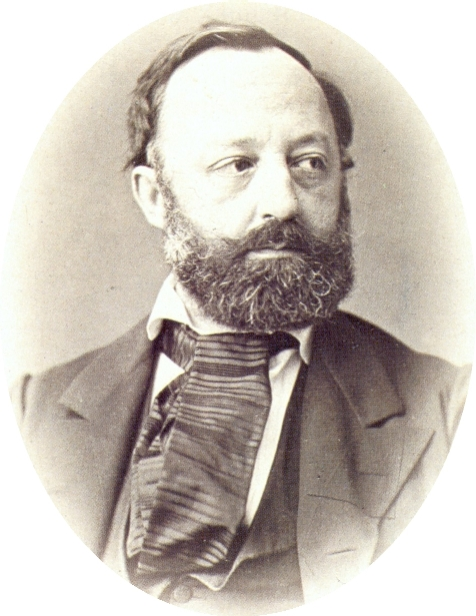
Gottfried Keller, Fotografie, Zürich, ca. 1870

Keller hatte nach verschiedenen Vorüberlegungen  im Alter von sechzig Jahren mit der kritischen Sichtung und Vermehrung jener „unfertigen Zufrühbändchen“ (Keller) von Gedichten begonnen, die am Beginn seiner Veröffentlichungen standen. Zwischen Juli 1881 und Februar 1883 wurden die rund dreihundert Gedichte von ihm selbst redigiert und im November 1883 in einer Auflage von tausend Exemplaren publiziert.
Die Gedichte sind in zwölf Abteilungen gegliedert:
I. Buch der Natur. II. Erstes Lieben. III. Sonette. IV. Lebendig begraben. V. Feuer-Idylle. VI. Rhein- und Nachbarlieder. VII. Sonnwende und Entsagen. VIII. Festlieder und Gelegentliches. IX. Pandora (Antipanegyrisches). X. Trinklaube. XI. Vermischte Gedichte. XII. Der Apotheker von Chamounix.
Die Gesammelten Gedichte von 1883 ermöglichten eine „erste einordnende Beurteilung des Lyrikers Keller“ (H. Boeschenstein), die Ausgabe enthält auch einige Erstdrucke, darunter jene von „Der Apotheker von Chamounix“, in dem Keller Heinrich Heines Stil parodiert.
Aus früheren Sammlungen übernommene Gedichte wurden von Keller zum Teil stark überarbeitet und oft auch mit neuen Titeln versehen, das Gedicht Sie kommen, die Jesuiten! beispielsweise nahm Keller (unter dem Titel Lojola's wilde verwegene Jagd. Keine Vision) bereits 1846 in seinen ersten, von Adolf Ludwig Follen redigierten Gedichtband auf, 1883, in den Gesammelten Gedichten, trägt es den Titel Jesuitenzug 1843.

## Ausgabe
- Gottfried Keller: Gesammelte Gedichte. Berlin, Wilhelm Hertz, 1883 (Digitalisat)